# EH 06
EH 06, o EH06, es el número de catálogo de una fragmento de cráneo fosilizado de, posiblemente, Homo sapiens que fue descubierto y publicado por Proyecto Eyasi, a cargo del español Manuel Domínguez-Rodrigo, entre los años 2002 y 2006 en el lago Eyasi de Tanzania. Se ha estimado su antigüedad entre 88 000 y 132 000 años.
Se encontró asociado junto a gran cantidad de fósiles de otros animales.